# Luzula taiwaniana
Luzula taiwaniana är en tågväxtart som beskrevs av Yoshisuke Satake. Luzula taiwaniana ingår i Frylesläktet som ingår i familjen tågväxter. Inga underarter finns listade i Catalogue of Life.